# Senne Lammens
Senne Lammens (Zottegem, Provincia de Flandes Oriental, 7 de julio de 2002) es un futbolista belga. Juega de portero y su equipo actual es el Royal Antwerp Football Club de la Primera División de Bélgica.

## Trayectoria
El 8 de junio de 2023 fue anunciado su fichaje por Royal Antwerp.

## Selección nacional
Ha sido internacional con la selección de fútbol de Bélgica en las categorías juveniles sub-15, sub-16, sub-17, sub-18 y sub-21.
Fue convocado por primera vez a la selección absoluta belga para las fechas FIFA de marzo de 2025. Estuvo en el banco de suplentes contra Ucrania en un play-off de la Nations League, no tuvo minutos y ganaron por un global de 4-3.

## Estadísticas
Actualizado al último partido disputado el 29 de mayo de 2025.
| Club                          | Div.          | Temporada     | Liga  | Liga     | Liga    | Copas nacionales | Copas nacionales | Copas nacionales | Copas internacionales | Copas internacionales | Copas internacionales | Total | Total    | Total   |
| Club                          | Div.          | Temporada     | Part. | Goles r. | V. inv. | Part.            | Goles r.         | V. inv.          | Part.                 | Goles r.              | V. inv.               | Part. | Goles r. | V. inv. |
| ----------------------------- | ------------- | ------------- | ----- | -------- | ------- | ---------------- | ---------------- | ---------------- | --------------------- | --------------------- | --------------------- | ----- | -------- | ------- |
| C. NXT · Bélgica              | 2.ª           | 2020-21       | 13    | 32       | 0       | —                | —                | —                | —                     | —                     | —                     | 13    | 32       | 0       |
| C. NXT · Bélgica              | 2.ª           | 2022-23       | 11    | 14       | 3       | —                | —                | —                | —                     | —                     | —                     | 11    | 14       | 3       |
| C. NXT · Bélgica              | Total club    | Total club    | 24    | 46       | 3       | 0                | 0                | 0                | 0                     | 0                     | 0                     | 24    | 46       | 3       |
| C. Brujas · Bélgica           | 1.ª           | 2020-21       | 0     | 0        | 0       | 0                | 0                | 0                | 0                     | 0                     | 0                     | 0     | 0        | 0       |
| C. Brujas · Bélgica           | 1.ª           | 2021-22       | 2     | 3        | 0       | 2                | 2                | 1                | 0                     | 0                     | 0                     | 4     | 5        | 1       |
| C. Brujas · Bélgica           | 1.ª           | 2022-23       | 0     | 0        | 0       | 0                | 0                | 0                | 0                     | 0                     | 0                     | 0     | 0        | 0       |
| C. Brujas · Bélgica           | Total club    | Total club    | 2     | 3        | 0       | 2                | 2                | 1                | 0                     | 0                     | 0                     | 4     | 5        | 1       |
| Royal Antwerp F. C. · Bélgica | 1.ª           | 2023-24       | 9     | 17       | 1       | 6                | 7                | 1                | 1                     | 2                     | 0                     | 16    | 26       | 2       |
| Royal Antwerp F. C. · Bélgica | 1.ª           | 2024-25       | 41    | 52       | 10      | 3                | 4                | 0                | —                     | —                     | —                     | 44    | 56       | 10      |
| Royal Antwerp F. C. · Bélgica | 1.ª           | 2025-26       | 0     | 0        | 0       | -                | -                | -                | —                     | —                     | —                     | 0     | 0        | 0       |
| Royal Antwerp F. C. · Bélgica | Total club    | Total club    | 50    | 69       | 11      | 9                | 11               | 1                | 1                     | 2                     | 0                     | 60    | 82       | 12      |
| Total carrera                 | Total carrera | Total carrera | 76    | 118      | 14      | 11               | 13               | 2                | 1                     | 2                     | 0                     | 88    | 133      | 16      |
| 1. 2.                         |               |               |       |          |         |                  |                  |                  |                       |                       |                       |       |          |         |

## Palmarés

### Títulos nacionales
| Título                      | Club                | País    | Año  |
| --------------------------- | ------------------- | ------- | ---- |
| Primera División de Bélgica | C. Brujas           | Bélgica | 2021 |
| Supercopa de Bélgica        | C. Brujas           | Bélgica | 2021 |
| Primera División de Bélgica | C. Brujas           | Bélgica | 2022 |
| Supercopa de Bélgica        | C. Brujas           | Bélgica | 2022 |
| Supercopa de Bélgica        | Royal Antwerp F. C. | Bélgica | 2023 |